# Gerrit Ybema
Gerrit Ybema (Schettens, 29 oktober 1945 – Uitwellingerga, 15 februari 2012) was een Nederlandse oud-ambtenaar en oud-politicus voor D66. De laatste jaren was hij ondernemer.
Hij doorliep de hbs in Sneek, waarna hij economie studeerde aan de Rijksuniversiteit Groningen. Na een korte periode te hebben gewerkt als beleidsmedewerker bij de gemeente Enschede, werd hij in 1986 beleidsadviseur van het College van Gedeputeerde Staten in de provincie Friesland.
In 1986 werd hij, namens D66 gekozen tot lid van de gemeenteraad van Leeuwarden. In 1989 werd hij voor dezelfde partij gekozen tot lid van de Tweede Kamer. Daar zou hij zich vooral ontwikkelen tot een degelijk financieel-economisch woordvoerder van zijn partij. Hij werd onder meer voorzitter van de Vaste Kamercommissie voor Financiën.
In het Tweede kabinet Kok was hij staatssecretaris voor onder andere buitenlandse handel. In die hoedanigheid leidde hij verschillende handelsmissies en zette hij zich in voor een beter toezicht op de wapenhandel en voor een betere toegang van derdewereldlanden tot de Europese markt.
De laatste jaren had hij een eigen advies- en consultancybureau, Ybema Economy Solutions geheten. Tevens was hij voorzitter van het bestuur van Fair Wear Foundation en van de Friese Havendagen, een vierjaarlijks evenement in de stad Harlingen.

## Persoonlijk
Gerrit Ybema was getrouwd en woonde in Uitwellingerga. Hij had drie kinderen uit zijn eerste huwelijk.

## Onderscheiding
- Ridder in de Orde van Oranje-Nassau (10 december 2002)

- Biografisch Portaal: 81449903
- International Standard Name Identifier: 0000 0003 9696 0008
- Nederlandse Thesaurus van Auteursnamen: 186182791
- Parlement.com: vg09llqk24zx
- Virtual International Authority File: 292003599
- WorldCat: E39PBJvXfqdy8r6mFRBvdKBpT3